# روكنغهام
روكنغهام (بالإنجليزية: Rockingham)‏ هي مدينة أمريكية ومركز مقاطعة ريتشموند في ولاية كارولاينا الشمالية في الولايات المتحدة الأمريكية.

## التركيبة السكانية
حدّد مكتب تعداد الولايات المتحدة بيانات التركيبة السكانية لروكنغهام في تعداد الولايات المتحدة. في ما يلي، التركيبة السكانية حسب تعدادي 2000 و2010.

### تعداد عام 2000
بلغ عدد سكان روكنغهام 9,672 نسمة بحسب تعداد عام 2000، وبلغ عدد الأسر 3,966 أسرة وعدد العائلات 2,575 عائلة مقيمة في المدينة. في حين سجلت الكثافة السكانية 488 نسمة لكل كيلومتر مربع (1,263.9/ميل2). وبلغ عدد الوحدات السكنية 4,375 وحدة بمتوسط كثافة قدره 220.7 لكل كيلومتر مربع (571.6/ميل2).
وتوزع التركيب العرقي للمدينة بنسبة 65.57% من البيض و29.90% من الأمريكيين الأفارقة و1.10% من الأمريكيين الأصليين و1.34% من الأمريكيين ذوي الأصول الآسيوية و0.06% من سكان جزر المحيط الهادئ و0.81% من الأعراق الأخرى و1.22% من عرقين مختلطين أو أكثر و2.10% من الهسبانيون أو اللاتينيون من أي عرق.
بلغ عدد الأسر 3,966 أسرة كانت نسبة 34.9% منها لديها أطفال تحت سن الثامنة عشر تعيش معهم، وبلغت نسبة الأزواج القاطنين مع بعضهم البعض 41.8% من أصل المجموع الكلي للأسر، ونسبة 19.4% من الأسر كان لديها معيلات من الإناث دون وجود شريك، بينما كانت نسبة 3.7% من الأسر لديها معيلون من الذكور دون وجود شريكة وكانت نسبة 35.1% من غير العائلات. تألفت نسبة 32.1% من أصل جميع الأسر من عدة أفراد يعيشون في نفس المنزل ونسبة 14.6% كانت تتألف من شخص يعيش بمفرده يبلغ من العمر 65 عاماً أو أكثر. وبلغ متوسط حجم الأسرة المعيشية 2.33، أما متوسط حجم العائلات فبلغ 2.92.
بلغ العمر الوسطي للسكان 37.2 عاماً. وكانت نسبة 25.7% من القاطنين تحت سن الثامنة عشر، وكانت نسبة 7.7% بين الثامنة عشر والرابعة والعشرين عاماً، ونسبة 26.3% كانت واقعةً في الفئة العمرية ما بين الخامسة والعشرين والرابعة والأربعين عاماً، ونسبة 21.1% كانت ما بين الخامسة والأربعين والرابعة والستين، ونسبة 14.7% كانت ضمن فئة الخامسة والستين عاماً فما فوق. يوجد لكل 100 أنثى 82.6 ذكر، ويوجد لكل 100 أنثى في الثامنة عشر من عمرها فما فوق 76.1 ذكر.
بلغ متوسط دخل الأسرة في المدينة 26,574 دولارًا، أما متوسط دخل العائلة فبلغ 33,534 دولارًا. وكان متوسط دخل الذكور 27,923 دولارًا مقابل 20,313 دولارًا للإناث. وسجل دخل الفرد الخاص بالمدينة 15,426 دولارًا. وكانت نسبة 18% من العائلات ونسبة 20.4% من السكان تحت خط الفقر، وكان من هؤلاء نسبة 32.5% تحت سن الثامنة عشر ونسبة 15% في الخامسة والستين من العمر وما فوق.

### تعداد عام 2010
بلغ عدد سكان روكنغهام 9,558 نسمة بحسب تعداد عام 2010، وبلغ عدد الأسر 4,042 أسرة وعدد العائلات 2,487 عائلة مقيمة في المدينة. في حين سجلت الكثافة السكانية 482.2 نسمة لكل كيلومتر مربع (1,248.9/ميل2). وبلغ عدد الوحدات السكنية 4,544 وحدة بمتوسط كثافة قدره 229.3 لكل كيلومتر مربع (593.9/ميل2).
وتوزع التركيب العرقي للمدينة بنسبة 57.36% من البيض و34.08% من الأمريكيين الأفارقة و1.72% من الأمريكيين الأصليين و2.08% من الأمريكيين ذوي الأصول الآسيوية و0.01% من سكان جزر المحيط الهادئ و2.86% من الأعراق الأخرى و1.90% من عرقين مختلطين أو أكثر و5.06% من الهسبانيون أو اللاتينيون من أي عرق.
بلغ عدد الأسر 4,042 أسرة كانت نسبة 32.3% منها لديها أطفال تحت سن الثامنة عشر تعيش معهم، وبلغت نسبة الأزواج القاطنين مع بعضهم البعض 35.2% من أصل المجموع الكلي للأسر، ونسبة 21.3% من الأسر كان لديها معيلات من الإناث دون وجود شريك، بينما كانت نسبة 5% من الأسر لديها معيلون من الذكور دون وجود شريكة وكانت نسبة 38.5% من غير العائلات. تألفت نسبة 34.6% من أصل جميع الأسر من عدة أفراد يعيشون في نفس المنزل ونسبة 13.7% كانت تتألف من شخص يعيش بمفرده يبلغ من العمر 65 عاماً أو أكثر. وبلغ متوسط حجم الأسرة المعيشية 2.30، أما متوسط حجم العائلات فبلغ 2.94.
بلغ العمر الوسطي للسكان 38.2 عاماً. وكانت نسبة 25.4% من القاطنين تحت سن الثامنة عشر، وكانت نسبة 8.2% بين الثامنة عشر والرابعة والعشرين عاماً، ونسبة 24.7% كانت واقعةً في الفئة العمرية ما بين الخامسة والعشرين والرابعة والأربعين عاماً، ونسبة 25.6% كانت ما بين الخامسة والأربعين والرابعة والستين، ونسبة 16.2% كانت ضمن فئة الخامسة والستين عاماً فما فوق. وتوزع التركيب الجنسي للسكان بنسبة 46.5% ذكور و53.5% إناث.

## أعلام
- ميل جيبسون
- فيولا غينتري
- غريغ ويتمان
- تشارلز هارون
- راسيل فورد